# Watford

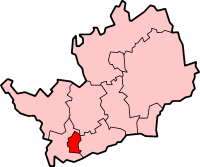
Lage in Hertfordshire

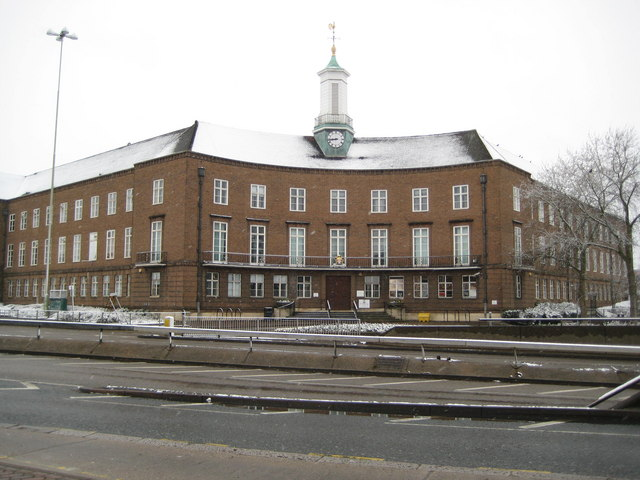
Rathaus von Watford

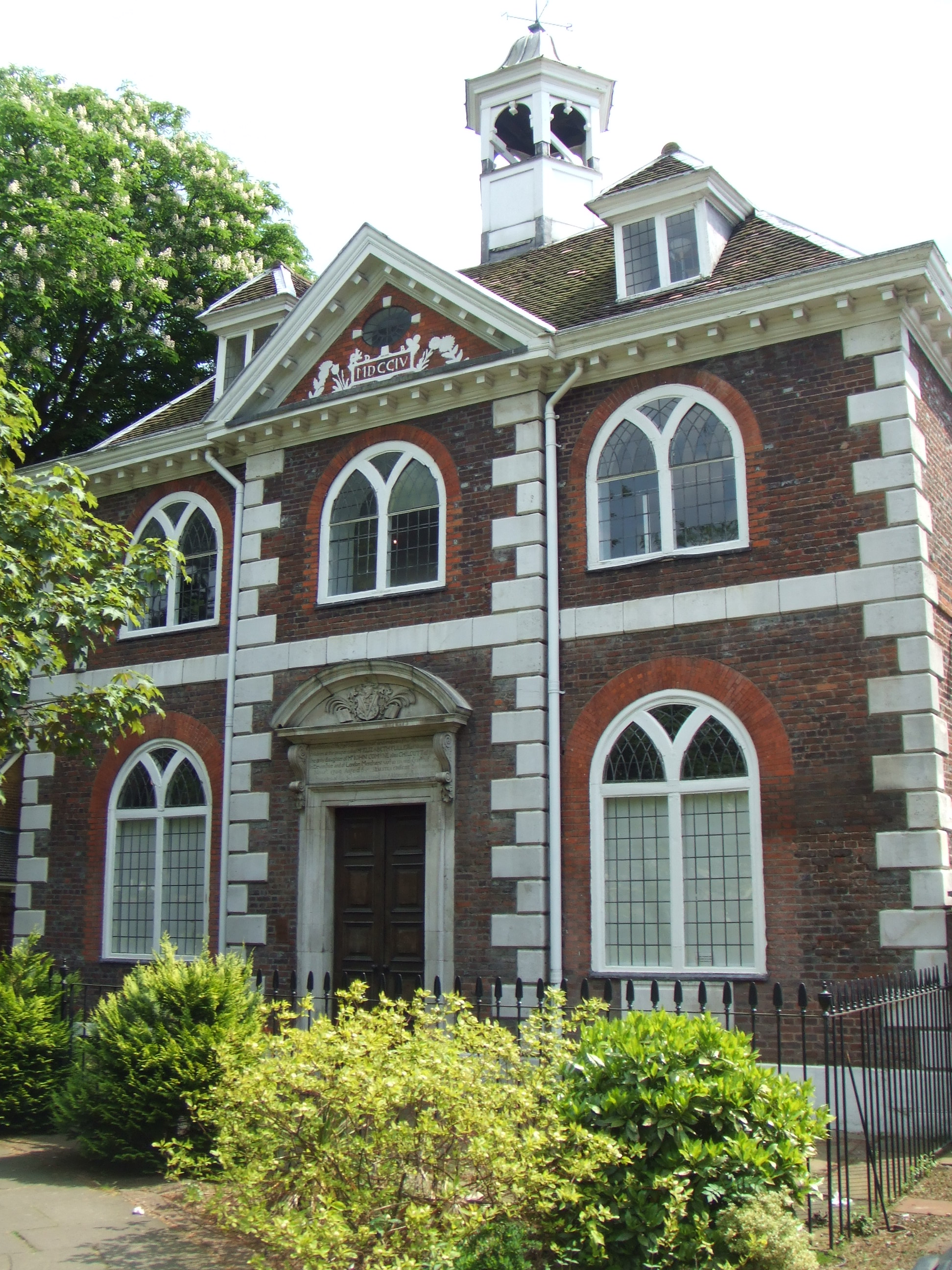
Watford Free School

Watford [ˈwɒtfəd] ist eine Stadt in England in der Grafschaft Hertfordshire. Sie liegt an den Flüssen Colne und Gade, 32 km (21 mi) nordwestlich von London.

## Ursprung des Namens
Watford kommt von dem sächsischen Wort Wath, das so viel wie „jagen“ bedeutet. Also bedeutet der Stadtname in etwa „Die Furt, die zum Jagen benutzt wurde“.
Der Name der Stadt wurde über all die Jahre nie geändert.

## Geschichte
Watford wurde erstmals im 10. Jahrhundert erwähnt. Die Abtei von St Albans beherrschte Watford bis zur Auflösung der Klöster durch Heinrich VIII. Das Landgut blieb bis 1609 Eigentum der Krone. 1770 gehörte es zur Grafschaft Essex. 1838 wurde der Bahnhof Watford Junction eröffnet. 2006 beherbergte das Hotel The Grove in Watford die WGC-American Express Championship, 2009 ein Treffen der G 20, 2013 eine Bilderberg-Konferenz und 2019 ein Gipfeltreffen der NATO.

## Wirtschaft
Watford hat Druckindustrie (seit William Caxton) und Automobilindustrie und ist heute ein bedeutendes Dienstleistungszentrum.

## Verkehr
Watford ist aus London in 20 Minuten mit der Bahn zu erreichen. Größter Bahnhof ist Watford Junction. Die Stadt liegt am Motorway M1.

## Politik

### Watford Borough Council
- Labour: 6
- LibDem: 31

## Partnerstädte
- Mainz (Deutschland), seit 1956
- Pesaro (Italien)
- Nowgorod (Russland)
- Wilmington (USA)
- Nanterre (Frankreich)

## Universitäten und Schulen
Watford verfügt über Vorschul-Kindertagesstätten, Grundschulen, weiterführende Schulen und Gymnasien, ein College sowie eine Musikschule. Durch die Nähe zur Hauptstadt London, haben einige Londoner Universitäten und Colleges – zum Beispiel die London School of Theology – Zweigstellen in Watford errichtet.

## Sport
Wichtigster Fußballverein ist der FC Watford, der im Stadion Vicarage Road spielt.

## Söhne und Töchter der Stadt
- Giles Fletcher der Ältere (1546–1611), Schriftsteller, Lyriker und Diplomat
- John Adson (~1587–1640), Komponist und Zinkenist
- Clement Heaton (1861–1940), Glasmaler
- George Walter Tyrrell (1883–1961), Geologe und Petrologe
- George Pearkes (1888–1984), kanadischer Generalmajor und Politiker
- Anthony Berkeley (1893–1971), Journalist und Kriminalschriftsteller
- Thomas Humphrey Paget (1893–1974), Bildhauer, Medailleur und Designer
- Stanley Rous (1895–1986), Funktionär, Fußballschiedsrichter und FIFA-Präsident
- Gerald Moore (1899–1987), Pianist und Liedbegleiter
- Kim Peacock (1901–1966), Schauspieler, Hörspielsprecher und Drehbuchautor
- Percy Austin (1903–1961), Fußballspieler
- Edgar Anstey (1907–1987), Filmproduzent
- T. E. B. Clarke (1907–1989), Drehbuchautor
- Arthur Geoffrey Walker (1909–2001), Mathematiker
- Marjorie Eccles (1910–2007), Autorennfahrerin
- John Vaughan, 8. Earl of Lisburne (1918–2014), walisischer Peer, Barrister und Unternehmer
- Ray Mead (1921–1998), britisch-kanadischer Maler
- Lan Wright (1923–2010), Science-Fiction-Autor
- Arthur Peacocke (1924–2006), Biochemiker und Theologe
- Terry Scott (1927–1994), Schauspieler und Komiker
- Don Anthony (1928–2012), Hammerwerfer
- William Frank Vinen (1930–2022), Physiker
- John Richard Hardy (1935–2011), Physiker
- Michael Wheeler (1935–2020), Sprinter
- John Merriman (1936–1999), Langstreckenläufer
- Barbara Amiel (* 1940), britisch-kanadische Journalistin und Schriftstellerin
- Ray Cooper (* 1942), Perkussionist
- Evelyn Dawn Knight (* 1942), Trickbetrügerin
- Roger Ling (* 1942), Archäologe
- Ian Maddieson (1942–2025), Linguist und Phonetiker
- David Miller (1942–2024), Philosoph
- Marcia Warren (* 1943), Schauspielerin
- John William Hind (* 1945), anglikanischer Geistlicher, Bischof von Gibraltar in Europa und Bischof von Chichester
- David Meyer (* 1947), Schauspieler
- Tony Meyer (* 1947), Schauspieler
- Mo Mowlam (1949–2005), Politiker
- Richard Herley (* 1950), Autor
- Marino Freistedt (* 1954), deutscher Politiker
- Barry Michael (* 1955), australischer Boxer im Superfedergewicht
- Stuart Parkin (* 1955), Experimentalphysiker
- Alan MacDonald (* 1958), Kinderbuchautor
- Robert Glenister (* 1960), Schauspieler
- Bradley Walsh (* 1960), Schauspieler
- Kenny Jackett (* 1962), walisischer Fußballspieler und -trainer
- Sean Hoare (1963/64–2011), Journalist
- Mark Oaten (* 1964), Politiker
- Frank Yallop (* 1964), kanadischer Fußballspieler und -trainer
- Vinnie Jones (* 1965), Fußballspieler und Schauspieler
- Mark Walsh (* 1965), Dartspieler
- Steve Easterbrook (* 1967), Manager, CEO und Corporate President der McDonald’s Corporation
- Nick Leeson (* 1967), Investmentbanker
- Matt King (* 1968), Schauspieler und Komiker
- Grant Shapps (* 1968), Politiker, Abgeordneter im Unterhaus und Verteidigungsminister
- Sarah Wedl-Wilson (* 1969), britisch-österreichische Kulturmanagerin
- Gareth Southgate (* 1970), Fußballspieler
- Ian Walker (* 1971), Fußballtorhüter
- Geri Halliwell (* 1972), Sängerin und Ex-Spice-Girl
- Gerard Presencer (* 1972), Jazzmusiker
- Gavin Kelly (* 1974), Althistoriker und Altphilologe
- Fleur Lombard (1974–1996), erste im Dienst umgekommene Feuerwehrfrau in Großbritannien
- Alex Roy (* 1974), Dartspieler
- Corinne Widmer Lüchinger (* 1974), Schweizer Juristin und Hochschullehrerin
- Matt Redman (* 1974), Christlicher Songwriter und Musiker, Grammy-Gewinner
- John McCullough (* 1978), Schriftsteller
- Paul Robinson (* 1978), Fußballspieler
- Kelly Smith (* 1978), Fußballspielerin
- Adam Bowden (* 1982), Langstreckenläufer und Triathlet
- Barbara Parker (* 1982), Hindernisläuferin
- Craig Mackail-Smith (* 1984), schottischer Fußballspieler
- Martin Lukeman (* 1985), Dartspieler
- Shahid Khan alias Naughty Boy (* 1985), Songwriter und Musiker
- Kyla La Grange (* 1986), Singer-Songwriterin
- Jack Collison (* 1988), walisischer Fußballspieler
- Lianne Sanderson (* 1988), Fußballspielerin
- Steven Finn (* 1989), Cricketspieler
- Anthony Joshua (* 1989), Profiboxer, Schwergewicht
- Tom Carroll (* 1992), Fußballspieler
- Will Norris (* 1993), Fußballtorwart
- Lewis Kinsella (* 1994), Fußballspieler
- Elisha Applebaum (* 1995), Schauspielerin
- Charlotte Beaumont (* 1995), Schauspielerin
- Kyle Langford (* 1996), Mittelstreckenläufer
- George FitzGerald (* 20. Jahrhundert), DJ und Musikproduzent
- Charlie Patino (* 2003), Fußballspieler